# Rundtjärnen (Arvidsjaurs socken, Lappland)
Rundtjärnen är en sjö i Arvidsjaurs kommun i Lappland och ingår i Piteälvens huvudavrinningsområde.